# Ішмаметово
Ішмаме́тово (рос. Ишмаметово, башк. Ишмәмәт) — присілок у складі Бураєвського району Башкортостану, Росія. Входить до складу Кашкалевської сільської ради.
Населення — 149 осіб (2010; 184 у 2002).
Національний склад:
- башкири — 97 %